# Protestantse kerk (Retranchement)
De Protestantse kerk is een voormalig kerkgebouw in Retranchement, gelegen aan Dorpsstraat 12.

## Geschiedenis
Vanaf 1604 werd de vesting Retranchement Cadsandria aangelegd en de soldaten werden in de gelegenheid gesteld om Hervormde diensten bij te wonen. Dit geschiedde aanvankelijk in een houten kerkje en de diensten werden verzorgd door predikanten uit de omgeving, totdat in 1623 een vaste predikant werd aangesteld.
Het houten kerkje bleek echter te klein en men wilde een meer definitief gebouw, waarvoor aanvankelijk echter de financiën ontbraken. Pas in 1653 begon men met de bouw en in 1654 werd de huidige kerk in gebruik genomen, aanvankelijk als garnizoenskerk, later dorpskerk voor het zich ontwikkelende dorp.
Het is een eenvoudig bakstenen zaalkerkje met rondbogige vensters en gedekt door een schilddak waarop zich in het midden een dakruitertje bevindt. Dit torentje werd vernieuwd in 1827 en bevat een klok die in 1756 gegoten werd door Johannes la Fort.
Omstreeks 1900 werd in het kerkje een vlakke zoldering aangebracht. De kerk werd uitwendig gerestaureerd in 1948 en het interieur volgde in 1955. Dit interieur omvat een preekstoel uit 1630.
In 2014 werd het kerkje onttrokken aan de eredienst. In 2015 werd het overgedragen aan de stichting d’Ouwe Kerke die een sociaal-culturele invulling aan het gebouwtje heeft gegeven. 
Zie ook
- Lijst van rijksmonumenten in Sluis (gemeente)